# Biercomment
Der Biercomment (auch Bierkomment) ist ein studentischer Comment, der das Verhalten auf Kneipen oder Kommersen regelt. Grundsätzlich pflegt jede Studentenverbindung einen eigenen Biercomment, jedoch gibt es häufig auch Gemeinsamkeiten.

## Allgemeines
Ein Biercomment ist die Zusammenfassung aller überlieferten oder durch langjährige Gewohnheit gültigen Regeln in sogenannten Bierangelegenheiten. Das Präfix Bier bei Bezeichnungen des Biercomments weist darauf hin, dass es sich um im Biercomment geregelte Angelegenheiten handelt. Der Biercomment dient üblicherweise der besseren Ordnung und zur Hebung der Gemütlichkeit, zur Festlegung der Bierrechte, also der nach dem Biercomment geregelten Rechte der einzelnen Corona-Mitglieder, und hat überall dort Gültigkeit, wo drei bierehrliche, also sich dem jeweiligen Comment unterwerfende Burschen zum Genuss commentgemäßer Stoffe beisammen sind. Als commentgemäße Stoffe werden die Getränke bezeichnet, die der jeweilige Biercomment vorsieht; üblicherweise ist das Bier, es kann aber auch Wein, Schorlen oder andere, meist alkoholische Getränke meinen. Da jede Studentenverbindung individuell angepasste Regeln haben kann, gilt in der Regel das Hausrecht des jeweiligen Korporationshauses.

## Geschichte

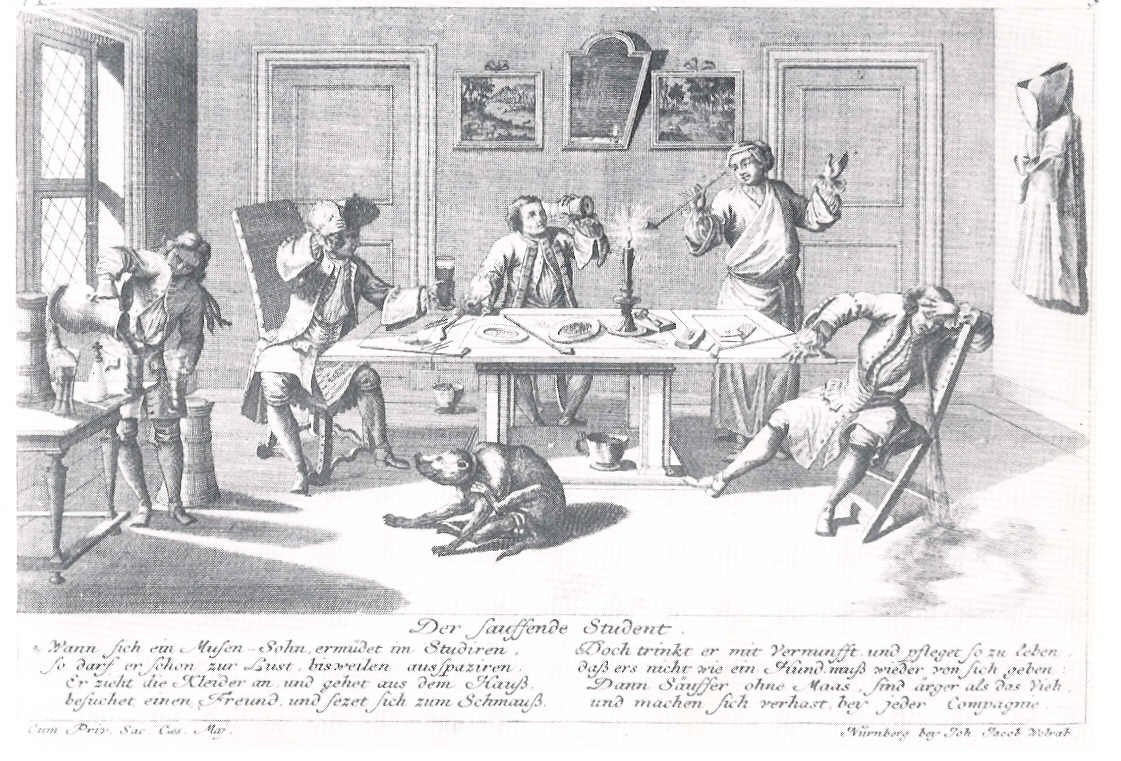
Dendrono (Johann Georg Puschner), Der sauffende Student, Kupferstich von 1725, Szenen aus dem Leben der Studenten an der Universität Altdorf

Biercomments entstanden im 19. Jahrhundert und spiegelten auf ironische Weise den Comment der Convente wider. Der Anlass ihrer Verfassung war, neben der ironischen Reflexion des gelernten Stoffs von Studenten (wie es sich heute z. B. noch in Form eines von Beamten geschaffenen Grill-Gesetzbuches findet), auch die Parodie von Verhaltensvorschriften wie den SC-Comments.
Damals gehörte zum rechtswissenschaftlichen Studium noch die Pandektenwissenschaft. Entsprechend folgen die Biercomments meist der Einteilung personae, res, actiones. Einige Biercomments wurden auch schriftlich festgelegt; der älteste erhaltene Biercomment stammt aus Heidelberg und wurde im Jahr 1815 durch die Vertreter der Heidelberger Corps Guestphalia, Nassovia, Rhenania inferior, Suevia und Helvetia zum allgemeinen Heidelberger Biercomment erhoben.

## Der Allgemeine deutsche Biercomment
Im Jahre 1899 erschien Reclams allgemeiner deutscher Biercomment, der erstmals versuchte, die damals in jeder Universitätsstadt unterschiedlichen Biercomments zusammenzufassen und einen einheitlichen Comment darzustellen. Die in den Verbindungen gepflegten Biercomments können davon jedoch erheblich abweichen.
Der allgemeine deutsche Biercomment gliedert sich in die folgenden Bereiche:

### Allgemeiner Teil
Im Allgemeinen Teil werden der Begriff des Biercomments sowie im Groben die Funktionen der Kneipteilnehmer und deren Rang geklärt. So besteht eine Kneiptafel aus dem Präsidium, dem Kontrapräsidium (oder auch Kontrarium genannt), Burschen und Füchsen. Des Weiteren wird die Beschaffenheit einer Kneipe bestimmt, so sind für gewöhnlich am Kopfe einer Kneipe die Embleme der Studentenverbindung dargestellt sowie ein Farbenspeer vor dem Präsidium und eine Tafel zum Ankreiden am Kontrapräsidium. Schließlich werden der Bierverschiss, auch BV genannt, und der Bierkranke definiert.
Bierverschiss bedeutet den Ausschluss vom Biercomment und von Trinkspielen wegen ungebührlichen Verhaltens oder Trunkenheit. Als bierkrank werden Teilnehmer bezeichnet, die kein Bier oder keine commentgemäßen Stoffe trinken wollen oder können; sie sind von den Trinkregeln des Biercomments befreit.

### Kneipgesetze
In den Kneipgesetzen werden der kommentgemäße Stoff (Getränke) sowie die Regelungen zu Tempus dargestellt. In diesem Kapitel werden auch die Bierstrafen behandelt. Ein wichtiger Bestandteil der Abwendung einer Bierstrafe besteht in der Einhaltung des richtigen Zeitmaßes in Bierhandlungen, der Bierminute.

### Bierminute
Eine Bierminute ist eine Zeiteinheit unter Verbindungsstudenten. Dabei entsprechen fünf Bierminuten meist drei Zeitminuten. Oft ist in einer Bierminute auch nur die Hälfte der bürgerlichen Zeit enthalten: sechs Bierminuten entsprechen also drei Zeitminuten. Dies ist die Zeit, in der in der Regel die unter Couleurstudenten üblichen, bierehrlichen Handlungen vollzogen werden müssen, das heißt insbesondere die unten beschriebenen Biergeschäfte und -zeremonien.

### Biergeschäfte
Zur Belebung einer Kneipe dient das Vor- und Nachtrinken. Jedes vorgetrunkene Quantum bis zu einem Ganzen muss dabei angenommen werden. Dabei kann ein dritter, bierehrlicher Kneipteilnehmer die Bierverpflichtung nach dem Antrinken abnehmen mit den Worten: „danke, geschenkt, ich übernehme!“ Auch gibt es besondere Formen der Ehrung mit einem beliebigen Quantum, jedoch nur aus einem frisch gefüllten Gemäße auf das Spezielle zu trinken. Hier sind auch Steigerungen möglich wie bspw. das ganz Spezielle.

### Bierzeremonien

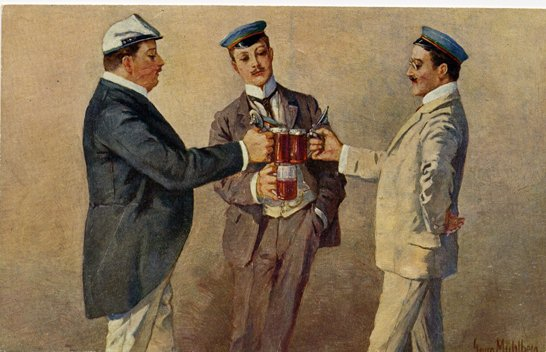
Bierduell von Georg Mühlberg (1863–1925)

Als Bierzeremonien werden Bierskandale oder Bierjungen bezeichnet.
ADB § 42: „Wer einem Kneipteilnehmer einen Bierjungen aufbrummt, hat innerhalb von fünf Bierminuten einen Unparteiischen zu benennen und durch das Präsidium verkünden zu lassen, wonach innerhalb weiterer fünf Bierminuten der Bierjunge steigen muß. Der geforderte hat zum Zeichen, dass er den Bierjungen annimmt, "hängt" zu sagen; tut er dies nicht, fährt er nach dreimaligem Treten in den BV.“
Des Weiteren gibt es das Biergericht. Dies kommt zur Anwendung, falls jemandem ein Unrecht auf einer Kneipe widerfahren ist.

„Der dümmste Leim, auf den man kriecht, ist ein betrunknes Biergericht.“

### Feierliche Kneipzeremonien

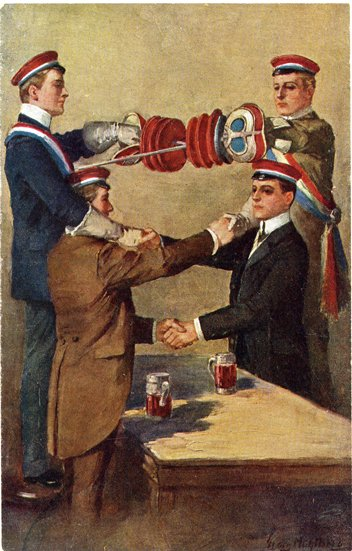
Landesvater von Georg Mühlberg

In den Bereich der Feierlichen Kneipzeremonien fällt die höchste studentische Ehrung, die einer Person oder Sache erwiesen werden kann, der Salamander. Eine weitere Zeremonie, die von Verbindung zu Verbindung unterschiedlich gehandhabt wird, ist der Landesvater.

## § 11
Häufig zitierter Paragraph des Allgemeinen Deutschen Bierkomment ist der § 11: „Es wird fortgesoffen“. Diese gewisse Spaßhaftigkeit wird von Kritikern derart ausgelegt, dass Kneipen vordergründige und extreme Trinkveranstaltungen seien und dem Alkoholismus starker Vorschub geleistet werde. Verteidiger des Biercomments sehen in der Kritik eine Unterschätzung des geistigen Charakters eines Kommerses oder einer Kneipe und der Sinn des Biercomment bestehe gerade darin, durch die Regularien des Biercomments eine gewisse Disziplin und Ordnung herbeiführen. In jüngerer Zeit haben einige Verbindungen den umstrittenen Paragraphen indes entfernt.